# Strada del jazz
La Strada del Jazz è un progetto ideato nel 2011 da Paolo Alberti e Gilberto Mora, e realizzato in collaborazione con il comune di Bologna e il Quadrilatero.
Per molto tempo via Caprarie/Orefici è stata il crocevia del jazz internazionale a Bologna per la presenza al civico 3 del Disclub di Alberto Alberti. Dalla fine degli anni cinquanta fino a metà degli anni settanta Bologna è stata la meta ambitissima per i cultori della musica jazz. La città ha ospitato sedici edizioni di uno dei primi e forse più importanti Festival Jazz europei, organizzato da Alberto Alberti. Sui palcoscenici dei teatri cittadini e anche al Palazzo dello sport si sono esibiti i nomi più significativi dell’intera storia del jazz.

## Una manifestazione unica in Italia, l'Hollywood Boulevard del Jazz bolognese
Tra i tanti festival italiani, La Strada del Jazz, ha una caratteristica unica, la posa delle stelle di marmo sulla centralissima Via Orefici/Caprarie dedicate ai grandi interpreti jazz che hanno suonato in città negli anni d’oro del Bologna Jazz Festival di Alberto Alberti. La Strada del Jazz è soprattutto un evento sociale e lo stare in strada, ad ascoltare la musica jazz, è un momento di libertà, un’occasione di incontro, di socializzazione, di partecipazione alla vita civile e culturale di Bologna, in cui grandi musicisti e piccole jazz band con il loro "swing" rendono possibile un grande connubio intergenerazionale e interculturale.

## Alberto Alberti, una vita per il Jazz
Fin dagli anni cinquanta è l’uomo che ha portato il jazz in Italia, ideando ovunque concerti indimenticabili, dal Festival del Jazz di Bologna a Umbria Jazz. Alberto Alberti è stato il punto di riferimento per molti grandi artisti del panorama jazzistico americano di cui fu anche manager per l’Europa, come: Miles Davis, Dexter Gordon, Sarah Vaughan, Ella Fitzgerald, Cedar Walton, Chet Baker, Renè Thomas, Gato Barbieri, Kenny Clarke, Thelonious Monk, Charlie Mingus, Art Blakey, ecc. A lui è stata dedicata una targa in via Caprarie dove aveva sede il Disclub aperto nel 1953.

## Le stelle e le targhe dedicate

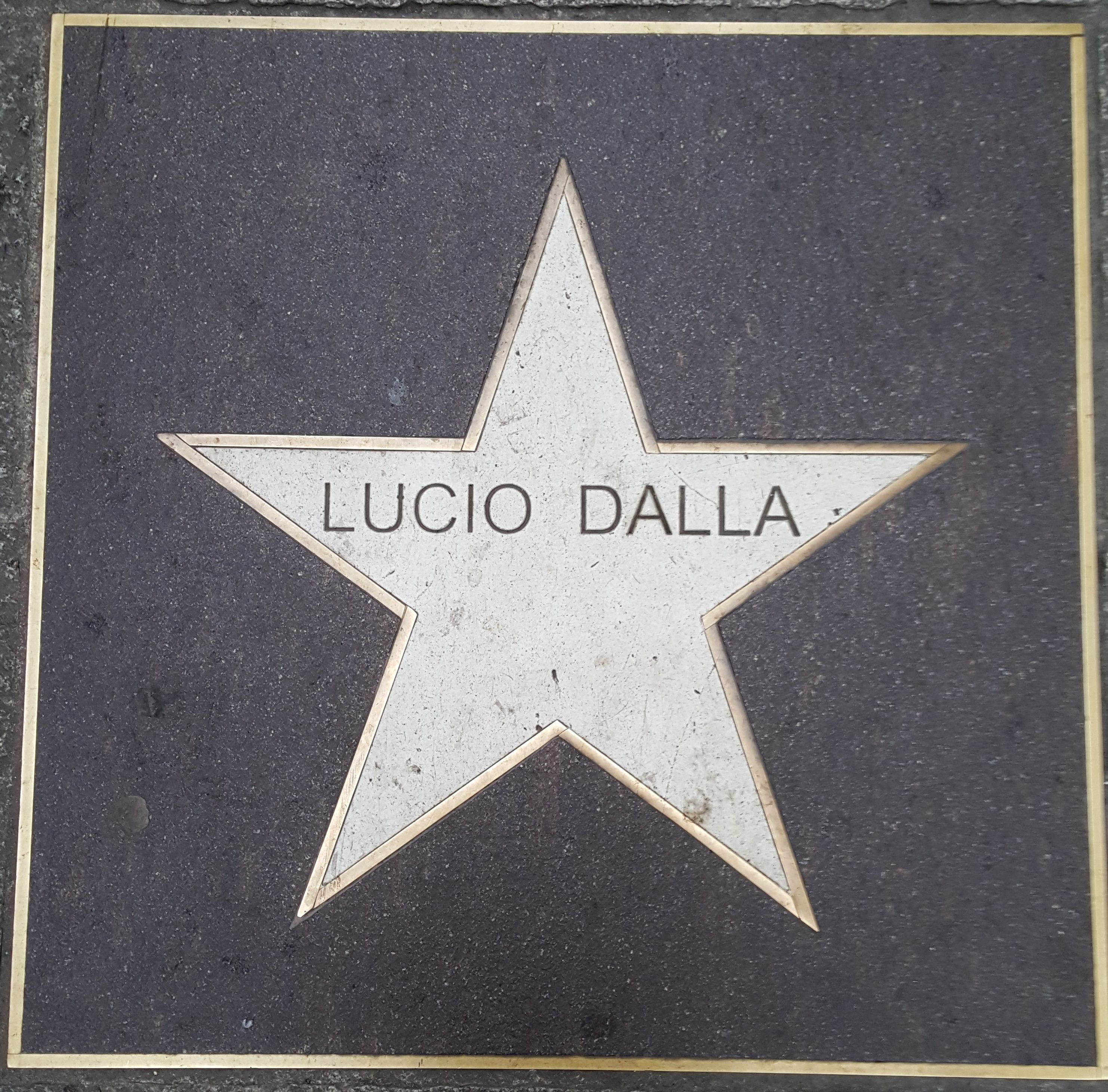
Stella dedicata a Lucio Dalla nel 2012

| Musicista                     | Anno della dedica | Posizione                                                  |
| ----------------------------- | ----------------- | ---------------------------------------------------------- |
| Alberto Alberti               | 2011              | Targa in via Caprarie                                      |
| Chet Baker                    | 2011              | Stella in via Caprarie 3 c                                 |
| Lucio Dalla                   | 2012              | Stella in via degli Orefici 21 a                           |
| Miles Davis                   | 2012              | Stella in via Caprarie 3 a/b                               |
| Ella Fitzgerald               | 2013              | Stella in via degli Orefici 1                              |
| Henghel Gualdi                | 2013              | Stella in via degli Orefici 1                              |
| Duke Ellington                | 2014              | Stella in via Orefici 1 b                                  |
| Thelonious Monk               | 2014              | Stella in via Orefici 3 a                                  |
| Marco Tamburini               | 2015              | Stella all'incrocio fra Via degli Orefici e Via Calzolerie |
| Sarah Vaughan                 | 2015              | Stella via Orefici                                         |
| Dizzie Gillespie              | 2015              | Stella via Orefici                                         |
| Cedar Walton                  | 2016              | Stella in via Orefici 3 a                                  |
| Dexter Gordon                 | 2016              | Stella in via Orefici 3 a                                  |
| Nardo Giardina                | 2016              | Stella in via Orefici 23 b                                 |
| Max Roach                     | 2017              | Stella in via Orefici                                      |
| Marco di Marco                | 2018              | Stella Via Orefici                                         |
| Charles Mingus                | 2018              | Stella Via Orefici                                         |
| Gerry Mulligan                | 2019              | Stella Via Orefici                                         |
| Gato Barbieri                 | 2020              | Stella Via Orefici                                         |
| Benny Goodman                 | 2021              | Stella Via Orefici                                         |
| Memorial Lucio Dalla Jazz     | 2022              | Piazza Maggiore                                            |
| Bill Evans                    | 2023              | Stella Via Orefici                                         |
| Amedeo Tommasi Jimmy Villotti | 2024              | Stelle in via Orefici                                      |

## PremioStrada del Jazz
Dal 2011 viene attribuito il "Premio Strada del Jazz" a personalità bolognesi e non, legate al mondo culturale e musicale, come testimonial della posa delle stelle.
- 2011 Pupi Avati
- 2012 Piera Degli Esposti
- 2013 Renzo Arbore
- 2014 Gianni Cavina
- 2015 Pippo Baudo
- 2016 Renzo Arbore e Luca Carboni
- 2017 Gaetano Curreri e Alan Friedman
- 2018 Lo Stato Sociale
- 2019 Andrea Mingardi
- 2020 Fio Zanotti e Celso Valli
- 2021 Pippo Baudo Edoardo Vianello
- 2022 Memorial Lucio Dalla Jazz Renzo Arbore, Pupi Avati, Marino Bartoletti
- 2023 Gianluca Guidi e Barbara Cola
- 2024 Paolo Jannacci, Luca Carboni, Red Ronnie, Giorgio Comaschi, Fio Zanotti, Mauro Malavasi